# Smirnoff
Smirnoff Vodka er et vodkamærke. Det bliver solgt i over 130 lande. 

## Historie
Foretagendet startes som et lille destilleri i Moskva omkring 1860 af Piotr Arsenyevich Smirnov, hvis forældre var analfabetiske bønder. 
Han var den første som filtrerede vodka gennem kul. Omkring år 1886 var Piotrs metode så populær, at den bruges af stort set alle destillerier.
I dag ejes Smirnoff vodka af den britiske spiritusgigant Diageo. I 2005 solgtes der cirka 225 millioner liter Smirnoff.